# West Haven, Utah
West Haven är en stad i Weber County i Utah. Vid 2010 års folkräkning hade West Haven 10 272 invånare.